# USS Bowfin (SS-287)
USS Bowfin (SS-287) – amerykański okręt podwodny typu Balao z okresu II wojny światowej. Nazwa okrętu pochodzi od ryb z gatunku miękławki - ang. bowfin. 

## Historia
Położenie stępki pod USS "Bowfin" nastąpiło 23 lipca 1942 w stoczni Portsmouth Navy Yard w stanie Main. Wodowanie miało miejsce 7 grudnia 1942, a 1 maja 1943 roku został wcielony do służby. Po szkoleniu załogi na wodach Atlantyku okręt udał się przez Kanał Panamski do Brisbane w Australii, gdzie dotarł 19 sierpnia 1943 roku. Następnie udał się do portu Darwin, z którego wyszedł na pierwszy patrol bojowy.
25 sierpnia 1943 roku wyszedł w pierwszy patrol bojowy w rejon Filipin, z którego powrócił 10 października 1943 roku do portu Fremantle. Wykonywał następnie patrole bojowe na Pacyfiku oraz w rejonie Indochin. W ostatni patrol wyszedł w sierpniu 1945 roku, a zakończył go we wrześniu 1945 roku w związku z kapitulacją Japonii. Łącznie okręt wykonał 10 patroli bojowych, w trakcie których zatopił 4 okręty japońskie, 39 statków japońskich i 1 statek francuski o łącznym tonażu 179 946 BRT, uszkodził 5 statków o łącznym tonażu 33 934 BRT, w dniu 16 lipca 1944 roku atakując torpedami statki stojące w porcie Miami Daito zniszczył przy okazji dźwig portowy i autobus. 
Po zakończeniu II wojny światowej przebazowany na Atlantyk. 12 lutego 1947 roku przeniesiony do rezerwy. W związku z wybuchem wojny koreańskiej, 27 lipca 1951 roku ponownie wcielony do służby i przebazowany na zachodnie wybrzeże Stanów Zjednoczonych, w działaniach bojowych nie uczestniczył. 22 kwietnia 1954 roku ponownie przeniesiony do rezerwy, 10 stycznia 1960 roku ponownie wcielony do służby. Przeholowany do Seattle, od maja 1960 roku służył tam do szkolenia rezerwistów. 1 grudnia 1971 roku ostatecznie wycofany ze służby i przeznaczony na złom.
Staraniem weteranów II wojny światowej ostatecznie okręt odholowano do Pearl Harbor i od 1 sierpnia 1979 roku jest okrętem muzeum, a zarazem pomnikiem poświęconym pamięci poległych 5305 marynarzy z 52 okrętów podwodnych US Navy.